# Jakub Štěpánek
Pour les articles homonymes, voir Štěpánek.
Jakub Štěpánek (né le 20 juin 1986 à Vsetín en Tchécoslovaquie) est un joueur professionnel tchèque de hockey sur glace. Il évolue au poste de gardien de but.

## Biographie

### Carrière en club
Formé au HC Vsetín, il commence sa carrière en senior avec le HC Ostrava dans la 1.liga en 2005. Un an plus tard, il passe professionnel dans l'Extraliga avec le HC Vítkovice. En 2010-2011, il signe au SKA Saint-Pétersbourg dans la KHL. L'équipe remporte la Coupe Spengler 2010. Il évolue en 2021 chez les Brûleurs de loups de Grenoble.

### Carrière internationale
Il représente la République tchèque au niveau international. Il prend part à son premier championnat du monde en 2009. En février 2010, il est sélectionné pour les Jeux olympiques de Vancouver. Il est le troisième gardien de l'équipe derrière Tomáš Vokoun et Ondřej Pavelec mais ne dispute aucun match. Il est membre de l'équipe championne du monde en 2010 et médaillée de bronze en 2011.
‌

## Trophées et honneurs personnels
- Vainqueur de la Coupe Spengler 2010 (SKA Saint-Pétersbourg)
- Champion du monde 2010 (Équipe de République tchèque)[2]
- Champion de Suisse 2016 (Club des patineurs de Berne)
- Champion de République tchèque 2021 (HC Oceláři Třinec)
- Champion de France 2022 et 2025 (Brûleurs de Loups de Grenoble)
- Vainqueur de la Coupe de France 2023 et 2024 (Brûleurs de Loups de Grenoble)

### Extraliga
- 2009 : nommé meilleure recrue.
- 2009 : meilleure moyenne de buts alloués.